# 武夷山市
武夷山市（ぶいざん-し）は中華人民共和国福建省に位置する省直轄の県級市であり、しばらくの間、南平市の代理管轄下に置かれている。革命老区（共産革命時に拠点となった地域）の一つ。

## 地理
年間平均気温は17℃、降水量1881mmである。

## 歴史

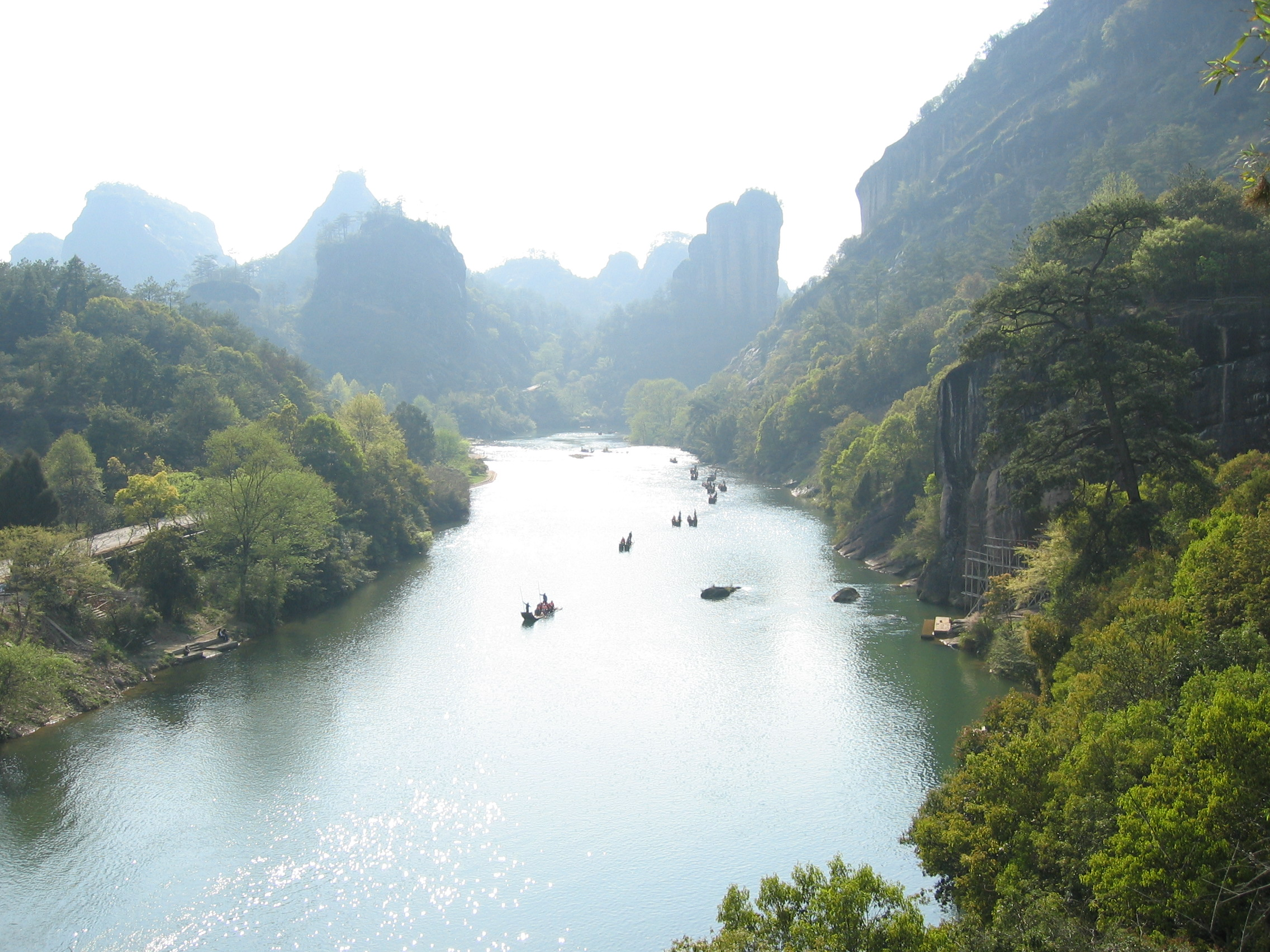
武夷山九曲渓、正面が玉女峰

五代南唐の時代は「崇山峻嶺、安楽祥和」に由来し崇安と称されていた。宋代に崇安県が設けられ中華人民共和国まで名称が踏襲された。1989年に県級市に昇格し武夷山市が成立した。

## 経済
農業が中心の経済構造であり茶葉以外に、水稲、柑橘類、スイカ等の生産が盛んである。それ以外には石炭採掘、林業なども発達している。

## 特産品
大紅袍を代表とする武夷岩茶が特産品であり、中国原産地域産品として国家保護を受けている。

## 行政区画
下部に3街道、3鎮、4郷を管轄する。
- 街道
  - 崇安街道、新豊街道、武夷街道
- 鎮
  - 星村鎮、興田鎮、五夫鎮
- 郷
  - 上梅郷、呉屯郷、嵐谷郷、洋荘郷

## 交通

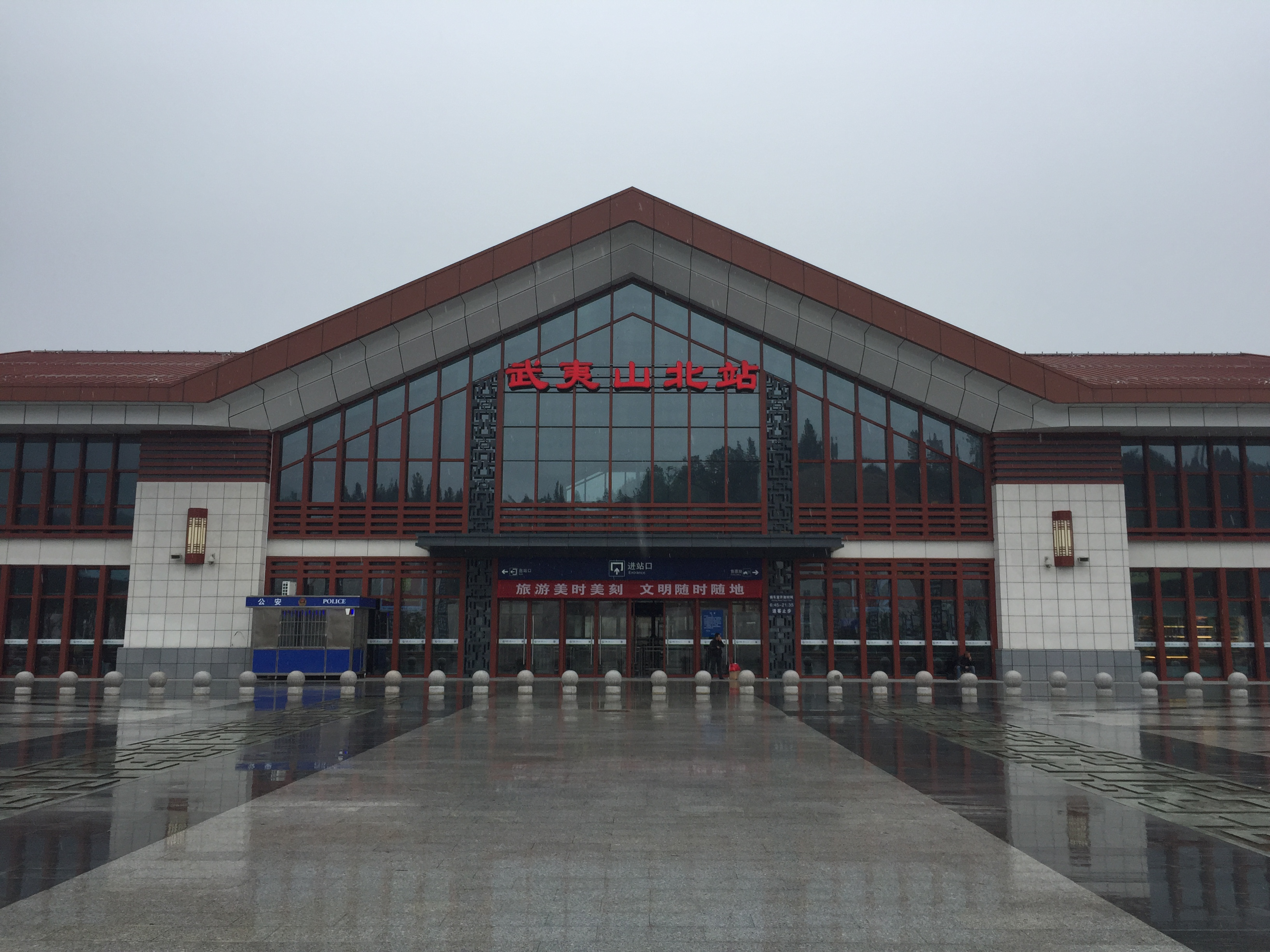
武夷山北駅

### 航空
- 武夷山空港

### 鉄道
- 中国鉄路総公司
  - 合福旅客専用線
    - 武夷山北駅

  - 峰福線
    - 武夷山駅

### 道路
- 高速道路
  - 京台高速道路
  - 寧上高速道路
  - 浦建高速道路

## 文化と観光
武夷山は中国の著名な観光地で、「奇秀甲南東」（甲南東の奇観）とも呼ばれる。市の南境付近には、漢代に存在した閩越国（前333年から前110年頃の国、途中秦により行政区分上、閩中郡とされていたこともある）の古城があり、中国の国重要文化財に指定されている。

## 人物
宋代の儒家朱熹（朱子）がここに30数年在住し、紫陽書院を創立した。